# Генрих I (маркграф Австрии)
Генрих I (нем. Heinrich I; умер в 1018), также известный как Генрих Сильный (нем. Heinrich der Starke) — маркграф Австрии (994—1018) из династии Бабенбергов. К его правлению относится первое упоминание (в 996 году) названия Австрия (старо-нем. Ostarrîchi).

## Биография

50 шиллингов 1996 года — австрийская памятная монета с изображением маркграфа Генриха I, выпущенная по поводу 1000-летия Австрии

Генрих I был сыном Леопольда I, первого маркграфа Австрии, и Рихарды из Зуалафельдгау. К моменту инвеституры Генриха в 996 году земли между Бизамбергом и рекой Моравой еще не были заселены немцами. В 1002 году император Генрих II пожаловал маркграфу два земельных участка: один площадью 18 квадратных миль к юго-западу от Вены, а другой — в 22 гайды между реками Камп и Моравой. Оба пожалования находились на границе: первое — на венгерской, второе — на польской.
Во время правления Генриха Сильного самая серьезная угроза была на северной границе маркграфства. После смерти чешского князя Болеслава II Благочестивого в 999 году ситуация на территории к северу от Восточной марки стала сложной из-за жестокости его преемника, князя Болеслава III Рыжего, который вскоре был побежден польским князем Болеславом I Храбрым, ставшим князем Богемии, Моравии и Словакии.
Захватив в 1002 году Лужицкое и Мейсенское марки, а также города Будишин и Майсен, Болеслав I Храбрый отказался платить Империи дань с завоеванных территорий. Император Генрих II, союзник полабских племен лютичей, ответил на это наступлением в 1003 году, и к осени 1004 года немецкие войска свергли Болеслава I с богемского престола. Однако Болеслав I сохранил контроль над Моравией и Словакией до 1018 года и продолжал угрожать восточным территориям, то есть маркграфству, на протяжении всех этих лет. В 1015 и 1017 годах Болеслав I нападал на Восточную марку и дважды был разбит Генрихом Сильным и его войсками.
При Генрихе I маркграфство продолжало укрепляться и расширяться на восток, за счет завоёвываемых у венгров территорий.
Вскоре после второй победы над Болеславом I, 24 июня 1018 года, Генрих I Сильный умер. Он не был женат и детей не имел, австрийский престол унаследовал его младший брат Адальберт Победоносный.

## Первое упоминание Австрии
Во время правления Генриха Сильного император Оттон III 1 ноября 996 года выдал в Брухзале документ Готшальку фон Хагенау, епископу Фрайзинга. Историческая значимость документа заключается в том, что в нем впервые упоминается название Ostarrîchi — предшественник Österreich, немецкого названия Австрии, хотя тогда оно относилось лишь к относительно небольшой территории. Документ касался дарения «территории, известной в просторечии как Остарричи» (лат. regione vulgari vocabulo Ostarrichi), указанной как часть области Нойхофен-ан-дер-Ибс (лат. in loco Niuuanhova dicto). Император передал эти земли аббатству Фрайзинга в качестве лена. Эти земли и некоторые другие населенные пункты в окрестностях, которые были приобретены позже, принадлежали аббатству до 1803 года, когда они были включены в Австрию. Ныне документ хранится в Мюнхене.